# Estádio Nemesio Díez
O Estádio Nemesio Díez é um estádio de futebol localizado na cidade de Toluca, no México.
Inaugurado em 8 de agosto de 1954 como a casa do clube de futebol Deportivo Toluca, tem capacidade para 30 mil espectadores. Recebeu partidas das Copas do Mundo de 1970 e 1986.
Localizado a 2667 metros acima do nível do mar, ele figura na 14.ª posição entre os estádios de futebol de maior altitude do mundo e é o estádio de maior altitude onde se disputou um jogo da Copa do Mundo.